# جولي بيج
جولي بيج (21 أبريل 1983 بمانشستر في المملكة المتحدة - ) هي لاعبة كرة سلة بريطانية وبولندية في مركز هجوم قوي الجسم، شاركت في الألعاب الأولمبية الصيفية 2012. ولعبت مع Pays d'Aix Basket 13 ‏.

## وصلات خارجية
- جولي بيج على موقع الاتحاد الدولي لكرة السلة (الإنجليزية)
- جولي بيج على موقع كرة السلة الأوروبية.كوم (الإنجليزية)
- جولي بيج على موقع كلية كرة السلة في سبورتس رفرنس.كوم (الإنجليزية)
- جولي بيج على موقع بروبوليرز (الإنجليزية)
- جولي بيج على موقع سبورتس رفرنس (الإنجليزية)
- جولي بيج على موقع أوليمبيديا (الإنجليزية)
- جولي بيج على موقع اللجنة الأولمبية البريطانية (الإنجليزية)